# 锯唇鱼
锯唇鱼（学名：Cheiloprion labiatus），又名厚唇雀鯛、厚殼仔，为雀鲷科锯唇鱼属的鱼类，俗名厚唇雀鲷。分布于印度、日本、菲律宾、印度尼西亚、美拉尼西亚、波利尼西亚、台湾岛以及中国南海等海域。该物种的模式产地在安达曼和尼科巴群岛。